# Ni no Kuni (serie de videojuegos)
Ni no Kuni es una serie de videojuegos de rol publicados por Bandai Namco en todo el mundo y desarrollados y publicados por Level-5 en Japón. Los primeros juegos de la serie siguen principalmente al joven Oliver y su viaje a otro mundo para salvar a su madre y detener el mal que lo acecha. La secuela sigue a Evan Pettiwhisker Tildrum, un niño rey que es usurpado de su castillo y se dispone a reclamar su reino. Los juegos utilizan varios elementos mágicos, lo que permite a los jugadores usar habilidades mágicas durante el juego, así como criaturas conocidas como familiares, que pueden domesticarse para adaptarse a la batalla.
Concebido como un proyecto para el décimo aniversario de Level-5, Ni no Kuni: Dominion of the Dark Djinn fue lanzado en diciembre de 2010 para Nintendo DS. Una versión mejorada del juego para PlayStation 3, Ni no Kuni: Wrath of the White Witch, se lanzó en Japón en noviembre de 2011. Los juegos se desarrollaron por separado, conservando historias similares, pero presentando ilustraciones, gráficos y cambios en las especificaciones significativos. Namco Bandai Games publicó una versión localizada del juego en las regiones occidentales en enero de 2013. Una secuela, Ni no Kuni II: Revenant Kingdom, se lanzó en Microsoft Windows y PlayStation 4 en marzo de 2018.También se han producido tres juegos para móviles: Hotroit Stories, lanzado en diciembre de 2010 a través del servicio Roid, sigue la historia de Oliver y Mark mientras intentan encontrar piezas para un coche; Daibouken Monsters, lanzado en mayo de 2012 a través del servicio GREE, es un juego de cartas social en el que los jugadores coleccionan cartas con imajinn; y Cross Worlds, lanzado para Android e iOS en junio de 2021, sigue a un probador beta de un juego ficticio de realidad virtual, que los transporta al mundo de Ni no Kuni.
Las secuencias animadas de Dominion of the Dark Djinn y Wrath of the White Witch fueron producidas por Studio Ghibli, y la partitura original fue compuesta por Joe Hisaishi y Rei Kondoh. La obra de arte también se inspiró en gran medida en otras producciones de Studio Ghibli. El desarrollo del personaje, en particular el de Oliver y sus amigos, fue un gran foco de desarrollo y tenía la intención de hacer que los niños empatizaran con los personajes y que los adultos revivieran su adolescencia. Los desarrolladores eligieron desarrollar inicialmente para Nintendo DS debido a su idoneidad para el juego, y luego usaron el poder de PlayStation 3 en todo su potencial para representar el mundo con gran detalle.
Los juegos de la serie han sido elogiados por estar entre los mejores juegos de rol modernos. Los revisores en su mayoría dirigieron sus elogios a elementos particulares de los juegos: diseño visual y su parecido con el trabajo anterior de Studio Ghibli; personajes e historia, por su credibilidad y complejidad; la banda sonora y la capacidad de Hisaishi para capturar la esencia del mundo del juego; y la jugabilidad única, particularmente por su capacidad de combinar fórmulas de otras franquicias de juegos de rol. Los juegos también ganaron premios de varias publicaciones de juegos. En mayo de 2018, Bandai Namco informó que la serie había vendido 2,8 millones de copias en todo el mundo. En 2019 se estrenó una adaptación cinematográfica animada producida por OLM, Inc. y distribuida por Warner Bros.

## Juegos
Ni no Kuni: Dominion of the Dark Djinn se lanzó en Japón el 9 de diciembre de 2010 para Nintendo DS. Tras la muerte de su madre, Oliver emprende un viaje a otro mundo para salvarla. Junto al hada Shizuku, Oliver se encuentra en el camino con Maru y Jairo, quienes lo ayudan en el viaje. Después de recuperar tres piedras mágicas para completar una varita para derrotar a Jabou, Oliver descubre que no puede salvar a su madre, pero promete proteger el mundo a pesar de todo. Derrota a Jabou, quien usa su poder para asegurarse de que Oliver no muera también.
Ni no Kuni: Hotroit Stories se lanzó en Japón el 9 de diciembre de 2010 paradispositivos móviles a través de suservicio Roid. Sigue la historia de Oliver y su amigo, quienes crean un automóvil personalizado encontrando piezas alrededor de Hotroit, y eventualmente se dirigen a una fábrica abandonada y se encuentran con criaturas.
Ni no Kuni: Wrath of the White Witch se lanzó para PlayStation 3, publicado por Namco Bandai Games en las regiones occidentalesen enero de 2013; el juego se lanzó para Nintendo Switch en septiembre de 2019 junto con una versión remasterizada para Microsoft Windows y PlayStation 4. El juego es una versión mejorada deDominion of the Dark Djinn, con un final extendido. Después de que Jabou / Shadar es derrotado, la Bruja Blanca convierte a los ciudadanos en criaturas parecidas a muertos vivientes. Después de que Oliver la derrota, ella recupera su estado anterior y promete hacer las paces. Oliver vuelve a su antigua vida en Motorville.
Ni no Kuni: Daibouken Monsters se lanzó en Japón el 11 de mayo de 2012 para dispositivos móviles a través del GREE. Los jugadores viajan a otro mundo y coleccionan cartas con imajinn. Un ocupante del otro mundo está atrapado en cada carta; al voltear la carta, los jugadores tienen la capacidad de usar las habilidades del ocupante durante las batallas.
Ni no Kuni II: Revenant Kingdom se lanzó para Microsoft Windows y PlayStation 4 el 23 de marzo de 2018, y su lanzamiento está programado para Nintendo Switch el 13 de septiembre de 2021. La historia sigue El rey Evan Pettiwhisker Tildrum, que es usurpado de su castillo, se dispone a reclamar su reino. Es ayudado por Roland, un visitante de otro mundo, y Tani, la hija de un jefe de piratas aéreos.
Ni no Kuni: Cross Worlds se lanzó para Androide iOS en Japón, Corea del Sur y Taiwán el 10 de junio de 2021, desarrollado por Netmarble; se planea un lanzamiento mundial para la primera mitad de 2022. El juego sigue a un probador beta para un juego ficticio de realidad virtual llamado Soul Diver, que los transporta al mundo de Ni no Kuni. Incluye cinco clases de personajes, así como una función de reino multijugador con jugador contra jugador.

## Elementos comunes
La serie consta de cuatro juegos de rol y un juego de cartas social. Cada juego generalmente presenta una cámara en tercera persona. El jugador controla al personaje del jugador en una combinación de elementos de juego de combate y rompecabezas para lograr objetivos y completar la historia. Hotroit Stories es la única entrega que presenta una perspectiva aérea, mientras que Daibouken Monsters se juega como un juego de cartas, sin movimiento de personajes. Todos los juegos de la serie cuentan con un modo de batalla. Durante las batallas, el jugador comanda a un solo aliado humano. Para luchar contra los enemigos en el juego principal, los jugadores usan habilidades mágicas o familiares; en Hotroit Stories, los jugadores atacan usando elementos como hielo seco para efectos similares, mientras que Daibouken Monsters limita a los jugadores a usar solo familiares. El modo de batalla en Wrath of the White Witch y Revenant Kingdom es en un campo de batalla abierto, lo que permite a los jugadores deambular libremente por el área, mientras que Dominion of the Dark Djinn emplea un diseño de cuadrícula, por lo que los jugadores pueden Crea formaciones para evitar ataques.
Al igual que otros juegos de rol, la serie hace que los jugadores completen misiones, que son escenarios lineales con objetivos establecidos, para avanzar en la historia. Fuera de las misiones, los jugadores pueden recorrer libremente el mundo abierto, encontrando pueblos, mazmorras y otros lugares peligrosos repartidos por todas partes. Uno de los aspectos centrales de los juegos es la capacidad de viajar entre mundos; la mayoría de los juegos tienen lugar en un mundo mágico, a menudo denominado el "otro mundo", mientras que parte de los juegos tienen lugar en la ciudad natal de Oliver. Al salir de una ubicación, los jugadores ingresan al mapa mundial, que se puede navegar o usar para seleccionar un destino. El mundo se puede explorar por completo desde el comienzo del juego sin restricciones, aunque el progreso de la historia desbloquea más contenido de juego y formas de transporte para navegar por el mundo. En los juegos principales, los jugadores inicialmente corren para navegar por el mundo, aunque luego adquieren la capacidad de viajar en barco; Wrath of the White Witch agrega la capacidad de montar en la espalda de un dragón.
Los familiares, conocidos como imajinn (イマジン) en la versión japonesa de los juegos, son criaturas que deambulan por el mundo del juego. Se pueden encontrar en diferentes formas y formas, y se pueden obtener después de ser derrotados en la batalla. Luego pueden ser domesticados para que sean aptos para enviarlos a la batalla para luchar por los jugadores. Los jugadores comandan familiares, que generalmente tienen una variedad de ataques mágicos y físicos. Los familiares suben de nivel y evolucionan junto con los personajes humanos; cada uno tiene estadísticas y capacidades únicas, y puede ser guiado a través de sus actualizaciones con golosinas y equipado con artículos. Los familiares no están presentes en Revenant Kingdom; las criaturas conocidas como Higgledies se usan en combate, con diferentes espíritus que usan movimientos especiales sobre los enemigos.

## Desarrollo

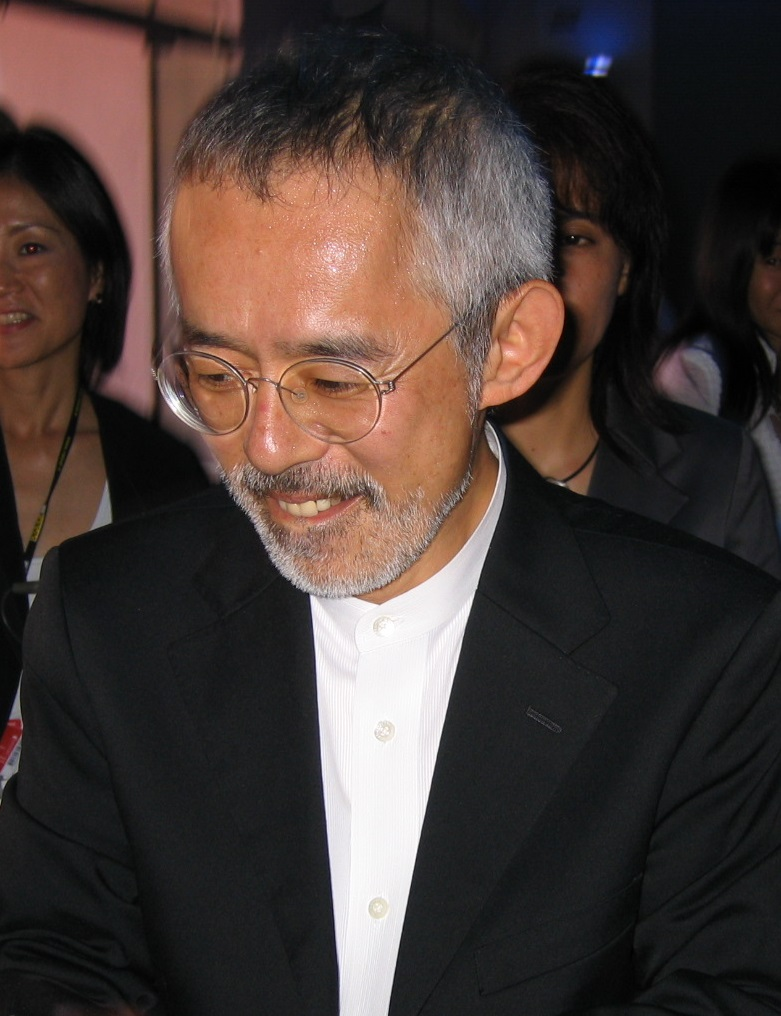
Toshio Suzuki (presidente de Studio Ghibili)

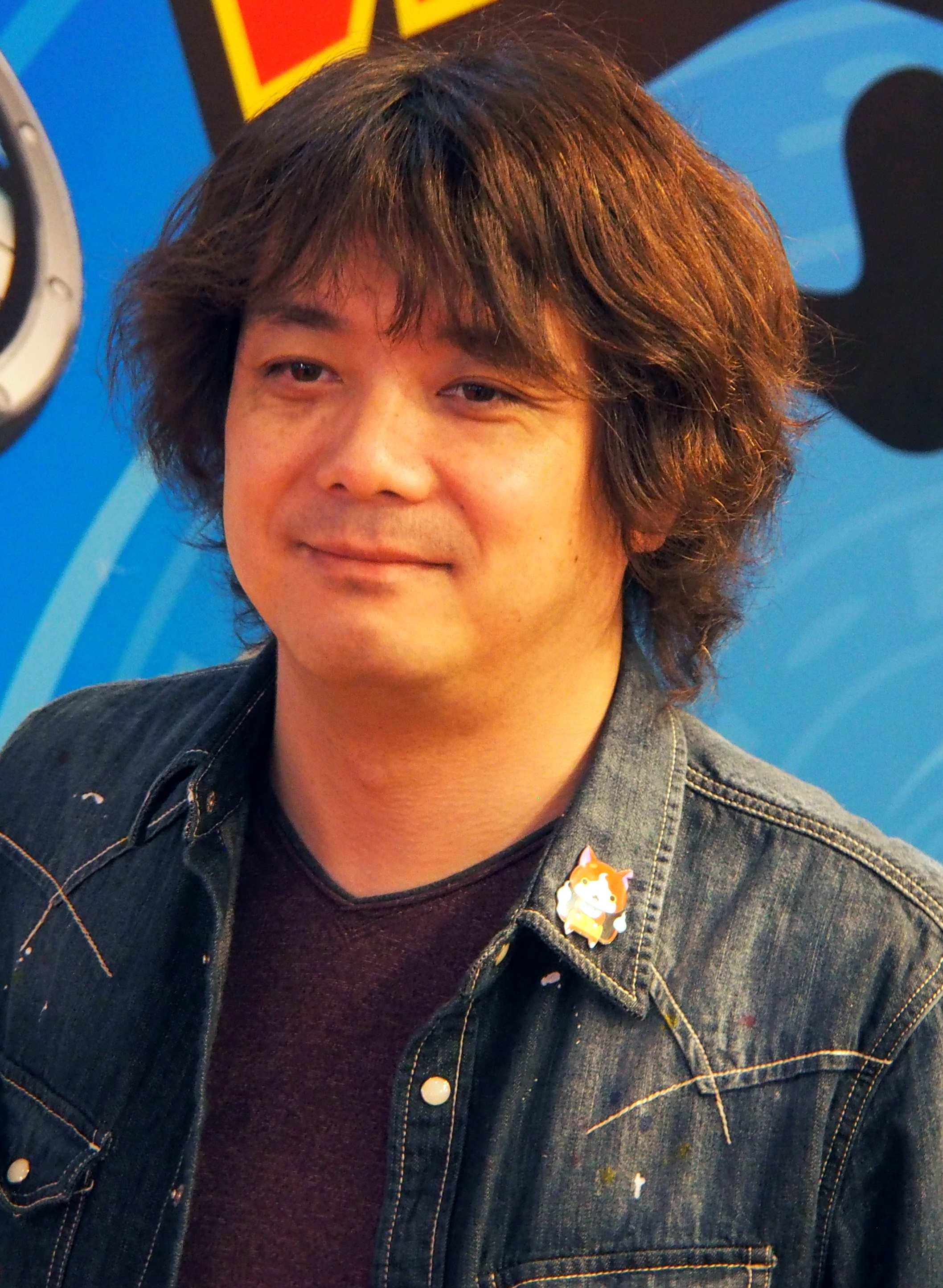
Akihiro Hino (creador y escritor de la serie)

Concebido como un proyecto para el décimo aniversario de Level-5, Ni no Kuni: The Another World fue anunciado en la edición de septiembre de 2008 de Famitsu, como un título para Nintendo DS. En junio de 2010, Level-5 anunció que el juego también se lanzaría para PlayStation 3, con diferencias significativas; la versión de DS pasó a llamarse Ni no Kuni: Dominion of the Dark Djinn, mientras que la versión de PlayStation 3 recibió el título de Ni no Kuni: Wrath of the White Witch. Se reveló que ambas versiones estaban en desarrollo por separado, solo conservando el mismo "eje de la historia", mientras que características como ilustraciones, gráficos y especificaciones recibieron cambios significativos. Se cambiaron algunos nombres de personajes para la versión en inglés: Shizuku se cambió a Drippy, Maru a Esther, Jairo a Swaine, Lars a Marcassin y Jabou a Shadar, entre otros. Los periodistas notaron que el anuncio del juego encendió una anticipación generalizada dentro de la industria del juego.
Level-5 colaboró con Studio Ghibli para producir las secuencias animadas del juego, y el juego cuenta con gráficos e imágenes que reproducen el estilo de animación tradicional de las películas de Studio Ghibli. La colaboración comenzó cuando el músico Naoya Fujimaki, que había trabajado anteriormente con ambas compañías, presentó al presidente de Level-5, Akihiro Hino, al presidente de Studio Ghibli, Toshio Suzuki. En ese momento, Studio Ghibli había completado el trabajo en Ponyo (2008) y el equipo de animación no tenía proyectos en curso, lo que influyó en la decisión de Suzuki de colaborar con Level-5. Otro factor que influyó en la colaboración fue presenciar la pasión de Hino por el proyecto. Studio Ghibli abordó el proceso de producción de la misma manera que crearía una película animada. El trabajo en la animación comenzó en julio de 2008, y llevó mucho más tiempo que los tres meses previstos.
Yoshiyuki Momose de Studio Ghibli se desempeñó como director de animación, dibujando diseños de personajes y guiones gráficos. Hino deseaba que Dominion of the Dark Djinn y Wrath of the White Witch tuvieran una sensación reconfortante; la obra de arte y los movimientos de los personajes se inspiraron en gran medida en el trabajo de Studio Ghibli, particularmente debido a su atención al detalle, así como a su talento para crear guiones gráficos y utilizar el control de la cámara. El equipo de desarrollo miraba constantemente las películas de Studio Ghibli durante el desarrollo. El equipo quería que el tema del juego resonara en los niños; inicialmente consideraron la idea de expresar aventuras y sueños. Luego exploraron el concepto de la mayor influencia de un niño, su madre, y la posibilidad de perderlos. El principal personaje jugable del juego, Oliver, es un niño de 13 años. El equipo decidió convertirlo en un niño porque deseaban mostrar una historia sobre la mayoría de edad . Querían que los niños empatizaran con el desarrollo de Oliver y que los adultos revivieran la emoción de su adolescencia.
Para Dominion of the Dark Djinn , el equipo de desarrollo descubrió que la Nintendo DS se adaptaba mejor al desarrollo del juego. Junto con el lanzamiento de Dominion of the Dark Djinn el 9 de diciembre de 2010, Level-5 también lanzó el primer capítulo de Hotroit Stories , titulado "Oliver and Mark" (第1章〜オリバーとマーク) , para dispositivos móviles a través del servicio Roid. Wrath of the White Witch se desarrolló para PlayStation 3. El equipo planeó llevar el juego a la consola desde el comienzo del desarrollo, pero optó por trabajar en la versión DS del juego de antemano debido a que el juego era más grande. número de usuarios de DS en Japón en ese momento. El equipo descubrió que podían representar el mundo del juego con gran detalle, utilizando el hardware en todo su potencial para presentar la animación, el mundo y la música. Hino sintió que la versión de PlayStation 3 permitía que la música del juego acompañara las imágenes, lo que no era posible en la versión de DS.
Tras el lanzamiento japonés de Wrath of the White Witch el 17 de noviembre de 2011, Level-5 desarrolló Daibouken Monsters . El desarrollo del juego es el resultado de una asociación integral entre Level-5 y GREE, que dio como resultado que el primero desarrollara tres títulos para el segundo. Las primeras inscripciones para el juego comenzaron el 21 de marzo de 2012, y se lanzó para dispositivos móviles a través del servicio GREE el 11 de mayo de 2012.
Level-5 trabajó con la empresa de localización Shloc para traducir Wrath of the White Witch para las regiones occidentales; los dos estudios colaboraron durante muchas semanas. El equipo encontró grandes dificultades al localizar el juego para las regiones occidentales, particularmente debido a la gran cantidad de texto y audio que requería traducción. También se produjeron otros cambios menores en la obra de arte y la animación, como hacer que Oliver se inclinara al estilo occidental. Para el 12 de diciembre de 2012, el desarrollo de la versión localizada de Wrath of the White Witch se detuvo cuando el juego se presentó para su fabricación. Fue lanzado en Norteamérica el 22 de enero de 2013, en Australia el 31 de enero y en Europa el 1 de febrero. El juego se lanzó para Nintendo Switch el 20 de septiembre de 2019, junto con una versión remasterizada para Microsoft Windows y PlayStation 4, con capacidades gráficas mejoradas.
Ni no Kuni II: Revenant Kingdom se anunció en PlayStation Experience el 5 de diciembre de 2015. Se lanzó para Microsoft Windows y PlayStation 4 el 23 de marzo de 2018, y es cuyo lanzamiento está programado para Nintendo Switch el 13 de septiembre de 2021. Studio Ghibli no participó directamente en el desarrollo. Hino dijo que el juego pretendía cumplir mejor las ambiciones del juego original, con historias más profundas y efectos visuales mejorados. En junio de 2019, Hino declaró que se estaba desarrollando una tercera entrega principal de la serie.
Un tercer juego móvil, titulado Ni no Kuni: Cross Worlds , fue lanzado para Android e iOS en Japón, Corea del Sur y Taiwán el 10 de junio de 2021, desarrollado por Netmarble. Hino se acercó a Netmarble a principios de 2018 con una propuesta para un MMORPG basado en Ni no Kuni, ya que quedó impresionado con su juego anterior Lineage 2: Revolution. El productor general de Netmarble, Bum-jin Park, sintió que el estilo artístico de la serie funcionaría bien en dispositivos móviles, aunque señaló que causó algunos problemas ya que el equipo de desarrollo quería preservar su valor. El juego fue desarrollado de forma independiente por Netmarble según las pautas iniciales presentadas por Level-5. Su desarrollo de tres años involucró a los miembros principales del equipo deLinaje 2: Revolución. Los desarrolladores tienen la intención de lanzar actualizaciones para el juego cada dos semanas en respuesta a los comentarios de los jugadores.

### Música

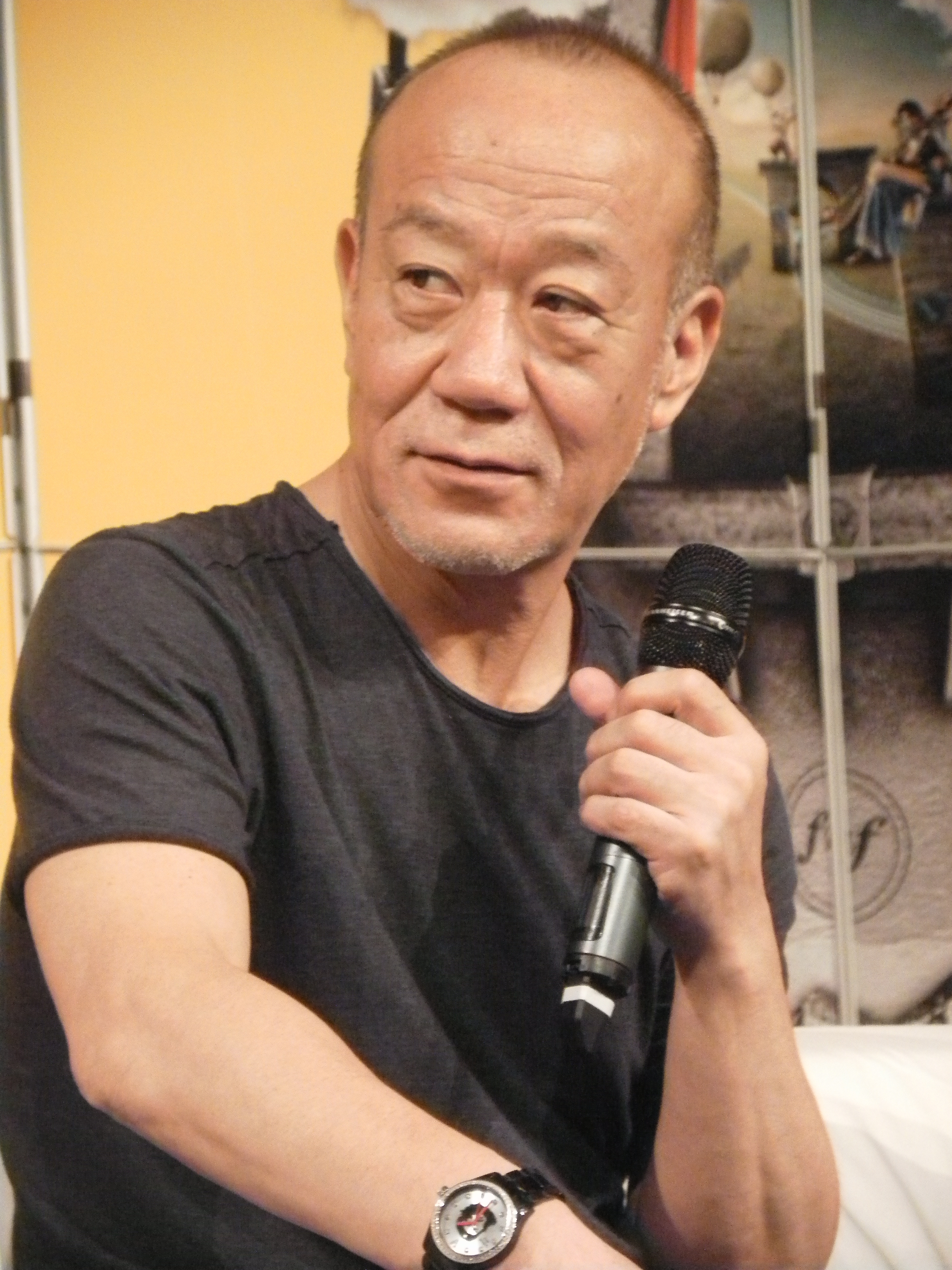
El músico japonés Joe Hisaishi, que trabajó anteriormente en las películas de Studio Ghibli, es el compositor principal de la serie.

Cuando Studio Ghibli acordó producir las secuencias animadas de Ni no Kuni, contactaron a Joe Hisaishi para trabajar en la música del juego. Hisaishi, quien anteriormente trabajó con Studio Ghibli en películas como Princess Mononoke (1997) y Spirited Away (2001), se reunió con Hino. Después de presenciar la pasión de Hino por el proyecto, Hisaishi aceptó trabajar en la banda sonora del juego. Rei Kondoh también creó música de fondo para la partitura, y toda la música del juego fue interpretada por la Orquesta Filarmónica de Tokio. "Kokoro no Kakera", el tema principal de Dominion of the Dark Djinn y Wrath of the White Witch, fue escrito por Hisaishi; su hija Mai Fujisawa interpretó la canción en japonés, mientras que el corista Archie Buchanan interpretó la versión en inglés. El equipo encontró grandes dificultades para seleccionar un actor para la versión en inglés, aunque finalmente se decidió por Buchanan debido a su capacidad para transmitir la "vulnerabilidad e inocencia" de los personajes del juego en una "actuación conmovedora y poderosa". Para que la música orquestal encajara en la Nintendo DS con una alta calidad, Ni no Kuni: Dominion of the Dark Djinn se envió en una tarjeta de juego de 4 gigabits. Hisaishi también trabajó en la partitura de Ni no Kuni II: Revenant Kingdom.
Se lanzaron comercialmente dos bandas sonoras de Ni no Kuni . Un álbum titulado Ni no Kuni: Shikkoku no Madoushi Original Soundtrack fue lanzado en Japón el 9 de febrero de 2011, con música de Dominion of the Dark Djinn. El 28 de marzo de 2013 se lanzó una banda sonora de dos discos; el primer disco es un relanzamiento de la banda sonora japonesa, mientras que el segundo disco contiene pistas adicionales de Wrath of the White Witch.

## Película
Una adaptación cinematográfica animada, titulada simplemente NiNoKuni, fue producida por OLM, Inc. y distribuida por Warner Bros. Pictures. Se estrenó en Japón el 23 de agosto de 2019, se localizó en inglés y se estrenó a través de Netflix el 16 de enero de 2020. La película fue dirigida por Yoshiyuki Momose, producida y escrita por Hiro y compuesta por Hisaishi.

## Recepción
Los primeros dos juegos principales fueron muy bien recibidos, con elogios particularmente dirigidos al diseño visual, los personajes y la historia, la banda sonora y la jugabilidad única. Dominion of the Dark Djinn obtuvo 38/40 de la publicación japonesa Famitsu , quien sintió que los elementos del juego se utilizan de manera efectiva para mantener la emoción. Michael Baker de RPGamer lo nombró el "mejor juego en general" en ese momento, y Janelle Hindman de RPGLand escribió que el juego es "un recordatorio de por qué la gente solía acudir en masa al género JRPG en primer lugar". Matthew Castle de Nintendo Gamer lo llamó "una de las mejores experiencias en DS". Wrath of the White Witch también recibió elogios de la crítica. Recibió 85 de 100 de Metacritic, lo que indica "críticas generalmente favorables". Colin Moriarty de IGN lo nombró "uno de los mejores juegos de rol" y entre las mejores exclusivas de PlayStation 3, y Kevin VanOrd de GameSpot escribieron que se une a "ese grupo de élite de juegos que ofrece un mundo tan tentador que no puedo imaginar no haberlo visitado nunca".
El diseño artístico de Dominion of the Dark Djinn y Wrath of the White Witch recibió elogios y se comparó favorablemente con el trabajo anterior de Studio Ghibli; Stephanie Bendixs en Good Game calificó el arte como "vibrante y emocionante", y señaló que "da vida al juego de la manera más hermosa". La historia y los personajes también fueron bien recibidos, Moriarty de IGN los nombró entre las características más destacadas del juego y Edge elogió a los personajes creíbles y complejos. Los críticos consideraron que la música de los juegos era apropiada para el juego; Jim Sterling de Destructoid comparó favorablemente la banda sonora con Dragon Quest VIII, y Hindman de RPGLand elogió la música como "magníficamente elaborada". La jugabilidad y el sistema de combate polarizaron las críticas; algunos revisores encontraron una mezcla refrescante de estilos de otros juegos de rol, con Sinan Kubba de Joystiq llamándolo un "triunfo", mientras que otros notaron su dificultad y similitud con juegos similares.
El juego recibió múltiples nominaciones y premios de varias publicaciones de juegos. Dominion of the Dark Djinn ganó el premio a la División Futura de los Japan Game Awards en 2009 y 2010, y el Premio a la Excelencia en 2011, y también recibió el Premio Rookie de Famitsu en 2011. Wrath of the White Witch apareció en varias listas de fin de año de los mejores juegos de rol de 2013, recibiendo victorias de Destructoid, Game Revolution, GameTrailers, IGN, the18th Satellite Awards y los Spike Video Game Awards 2013. También recibió Mejor juego de The Huffington Post, Mejor sonido de Cheat Code Central, y Excellence in Animation en los SXSW Gaming Awards. En la 13.ª edición de los Premios de la Academia Nacional de Revisores Comerciales de Videojuegos, recibió múltiples premios, incluidos premios por Animación, Dirección de Arte, Música Original Light Mix, Juego Familiar Original, así como Canción Original/Adaptada por "Kokoro no Kakera".
En mayo de 2018, Namco Bandai informó que la serie había enviado colectivamente 2,8 millones de copias en todo el mundo, con Wrath of the White Witch enviando más de 1,1 millones de copias y Revenant Kingdom enviando más de 900 000. A finales de 2011, se informó que Dominion of the Dark Djinn vendió más de 560.000 unidades; fue el 33° juego más vendido en Japón en 2010, y el 45° más vendido en 2011. Cross Worlds generó US$101,3 millones en ingresos en sus primeros 11 días; fue el segundo juego con mayor recaudación a nivel mundial en ese período.

### Citas
1. ↑  «Ni no Kuni | RPG Land». Consultado el 21 de enero de 2022.
2. 1 2  Moriarty, Colin (15 de enero de 2013). «Ni No Kuni: Wrath of the White Witch Review». IGN (en inglés). Consultado el 21 de enero de 2022.
3. 1 2  Inc, Aetas. «携帯でも二ノ国始動。NDS「二ノ国 漆黒の魔導士」の“プロローグ”，「二ノ国 ホットロイトストーリーズ」第1章が本日配信開始». www.4gamer.net (en japonés). Consultado el 21 de enero de 2022.
4. 1 2 3  «『二ノ国』の序章はケータイから！ 『二ノ国 ホットロイトストーリーズ』が配信 - ファミ通.com». m.famitsu.com (en japonés). Consultado el 21 de enero de 2022.
5. 1 2  Marshall, Cass (11 de junio de 2019). «Ni no Kuni is coming to Switch, getting remastered for PC, PS4». Polygon (en inglés estadounidense). Consultado el 21 de enero de 2022.
6. 1 2  Inc, Aetas. «「これでダメならソーシャルゲームは諦める」とレベルファイブ 日野晃博氏が語った。「グリー×レベルファイブ共同発表会」レポート». www.4gamer.net (en japonés). Consultado el 21 de enero de 2022.
7. 1 2  Goldfarb, Andrew (5 de diciembre de 2015). «PSX 2015: Ni no Kuni 2: Revenant Kingdom Announced». IGN (en inglés). Consultado el 21 de enero de 2022.
8. 1 2 3  Campbell, Colin (26 de enero de 2017). «Ni no Kuni 2 is looking just as sweet as the original». Polygon (en inglés estadounidense). Consultado el 21 de enero de 2022.
9. 1 2  Wales, Matt (12 de diciembre de 2017). «Ni No Kuni 2 has been delayed until March 2018». Eurogamer (en inglés). Consultado el 21 de enero de 2022.
10. 1 2  «Ni no Kuni II: Revenant Kingdom - Prince’s Edition coming to Switch on September 17». Gematsu (en inglés estadounidense). 20 de mayo de 2021. Consultado el 21 de enero de 2022.
11. 1 2  Frank, Allegra (5 de diciembre de 2015). «Ni no Kuni 2 is coming to PlayStation 4». Polygon (en inglés estadounidense). Consultado el 21 de enero de 2022.
12. 1 2  «New Ni no Kuni coming to PS4 without famed animation house Studio Ghibli». Destructoid (en inglés canadiense). 5 de diciembre de 2015. Consultado el 21 de enero de 2022.
13. 1 2 3  published, Ludwig Kietzmann (5 de diciembre de 2015). «Ni no Kuni 2: Revenant Kingdom brings a fairytale RPG to PS4». gamesradar (en inglés). Consultado el 21 de enero de 2022.
14. ↑  «Ni no Kuni II details story, characters Evan, Roland, Tani, and Higgledies, game features». Gematsu (en inglés estadounidense). 9 de febrero de 2017. Consultado el 21 de enero de 2022.
15. 1 2  «Ni no Kuni: Cross Worlds launches June 10 in Japan, South Korea, and Taiwan». Gematsu (en inglés estadounidense). 17 de mayo de 2021. Consultado el 21 de enero de 2022.
16. 1 2  «Netmarble Teases Ni no Kuni: Cross Worlds Updates and Global Release». Siliconera (en inglés estadounidense). 11 de junio de 2021. Consultado el 21 de enero de 2022.
17. ↑  «Ni no Kuni: Cross Worlds launches in second half of 2020 in Japan; debut trailer, details, and screenshots». Gematsu (en inglés estadounidense). 14 de noviembre de 2019. Consultado el 21 de enero de 2022.
18. ↑  «Ni no Kuni Is Gorgeous, Reviewers Agree. But Not Everyone Is Head Over Heels.». Kotaku (en inglés estadounidense). Consultado el 21 de enero de 2022.
19. ↑  «Ni No Kuni: Wrath of the White Witch – preview». the Guardian (en inglés). 17 de mayo de 2012. Consultado el 21 de enero de 2022.
20. ↑  Level-5 (2010), págs. 4–5.
21. ↑  Level-5 (2013), pág. 17
22. ↑  Castillo, Mateo (abril de 2011). "Ni no Kuni: Shikkoku no Madoshi". Nintendo Gamer. Reino Unido: Future plc (60): 66–67.
23. 1 2 3  Level-5 (2013), pág. 7.
24. 1 2  «Ni no Kuni: Wrath of the White Witch Review». GameSpot (en inglés estadounidense). Consultado el 21 de enero de 2022.
25. ↑  published, Brittany Vincent (22 de enero de 2013). «Ni No Kuni: Wrath of the White Witch review». gamesradar (en inglés). Consultado el 21 de enero de 2022.
26. ↑  «GamesRadar+». gamesradar. Consultado el 21 de enero de 2022.
27. ↑  «Famitsu: Level-5 and Studio Ghibli teaming up on DS game». Engadget (en inglés estadounidense). Consultado el 21 de enero de 2022.
28. ↑  Shea, Cam (27 de septiembre de 2010). «Our Top 10 Most Anticipated Japanese Console Games». IGN (en inglés). Consultado el 21 de enero de 2022.
29. ↑  «My Most Anticipated PS3 Game Slides Out of 2012 (But Here's an English Trailer)». Kotaku (en inglés estadounidense). Consultado el 21 de enero de 2022.
30. ↑  Welsh, Oli (17 de enero de 2013). «Ni no Kuni: Wrath of the White Witch review». Eurogamer (en inglés). Consultado el 21 de enero de 2022.
31. ↑  Moriarty, Colin (17 de abril de 2012). «Ni No Kuni Could Get A Sequel». IGN (en inglés). Consultado el 21 de enero de 2022.
32. 1 2 3  Webster, Andrew (23 de enero de 2013). «The ridiculously charming world of 'Ni No Kuni,' Studio Ghibli's gaming masterpiece». The Verge (en inglés estadounidense). Consultado el 21 de enero de 2022.
33. 1 2  Ni no Kuni: Wrath of the White Witch - PS3 - The Art of Studio Ghibli (Behind the Scene #2), consultado el 21 de enero de 2022.
34. ↑  Tanaka, John (20 de mayo de 2009). «Ni no Kuni: The Another World Update». IGN (en inglés). Consultado el 21 de enero de 2022.
35. 1 2  «'Ni No Kuni' Interview: Level-5 about their collaboration with Studio Ghibli"». Digital Spy (en inglés británico). Consultado el 21 de enero de 2022.
36. ↑  «Studio Ghibli are masters of anime - Interview with Dennis Lee». www.youtube.com. Consultado el 21 de enero de 2022.
37. 1 2  «Ni No Kuni: Wrath of the White Witch - Behind the Scenes Interview». gamesradar. Consultado el 21 de enero de 2022.
38. ↑  Wallace, Kimberley. «Level-5 President Talks Ni No Kuni And Studio Ghibli». Game Informer (en inglés). Archivado desde el original el 21 de enero de 2022. Consultado el 21 de enero de 2022.
39. ↑  Kato, Katuaki (October 10, 2008). "Interview with Akihiro Hino". Famitsu (en japonés). Tokyo: Enterbrain.
40. 1 2  Grossman 2013 , pág. 358.
41. ↑  Inc, Aetas. «4月にサービス開始予定の「二ノ国 大冒険モンスターズ」は，カードバトルやコレクションが楽しめる“二ノ国”をベースにした一作。現在事前登録を受付中». www.4gamer.net (en japonés). Consultado el 21 de enero de 2022.
42. ↑  Inc, Aetas. «レベルファイブとグリーの提携タイトル第1弾「二ノ国大冒険モンスターズ」の配信が開始». www.4gamer.net (en japonés). Consultado el 21 de enero de 2022.
43. 1 2  MCV Editors (15 de mayo de 2019). «Re-imagining Ni no Kuni for the West». MCV (en inglés). ISSN 1469-4832. Consultado el 21 de enero de 2022.
44. ↑  Campbell, Colin (8 de enero de 2013). «Ni no Kuni: The Interview». IGN (en inglés). Consultado el 21 de enero de 2022.
45. ↑  «Ni No Kuni screenshots celebrate localization going gold». VG247 (en inglés). 12 de diciembre de 2012. Consultado el 21 de enero de 2022.
46. ↑  published, Bradley Russell (25 de mayo de 2017). «Netflix’s Castlevania series announces its July 7 release date with a gloriously 80s-themed trailer». gamesradar (en inglés). Consultado el 21 de enero de 2022.
47. ↑  «AU Shippin' Out January 28 - February 1: Ni no Kuni: Wrath of the White Witch». GameSpot (en inglés estadounidense). Consultado el 21 de enero de 2022.
48. ↑  «Digital Spy - TV, Movies and Entertainment News». Digital Spy (en inglés británico). Consultado el 21 de enero de 2022.
49. ↑  published, Willie Clark (4 de enero de 2016). «5 changes we want to see in Ni no Kuni 2». gamesradar (en inglés). Consultado el 21 de enero de 2022.
50. ↑  «Akihiro Hino: ‘Ni no Kuni II a huge improvement to the first’». Gematsu (en inglés estadounidense). 6 de diciembre de 2015. Consultado el 21 de enero de 2022.
51. ↑  published, Aron Garst (2 de julio de 2019). «A third Ni No Kuni game is in development at Level-5». gamesradar (en inglés). Consultado el 21 de enero de 2022.
52. ↑  «『二ノ国：Cross Worlds（ニノクロ）』インタビュー。レベルファイブ全面協力の誕生秘話が明らかに». 電撃オンライン (en japonés). Consultado el 21 de enero de 2022.
53. ↑  Ni no Kuni: Wrath of the White Witch - PS3 - The Music of Joe Hisaishi (Behind the Scene #3), consultado el 21 de enero de 2022.
54. ↑  «Ni no Kuni Film Reveals More Cast, August 23 Opening Date». Anime News Network (en inglés). Consultado el 21 de enero de 2022.
55. ↑  «Netflix Adds Ni no Kuni Anime Film in U.S. on January 16». Anime News Network (en inglés). Consultado el 21 de enero de 2022.
56. ↑  «Warner Bros. Japan, Level 5 Reveal Ni no Kuni Anime Film for Summer 2019». Anime News Network (en inglés). Consultado el 21 de enero de 2022.
57. ↑  Castillo, Mateo (abril de 2011). "Ni no Kuni: Shikkoku no Madoshi". Nintendo Gamer . Reino Unido: Future plc (60): 66–67.
58. ↑  «Ni No Kuni: Wrath of the White Witch reviews round-up». VG247 (en inglés). 17 de enero de 2013. Consultado el 21 de enero de 2022.
59. ↑  «Ni no Kuni: Wrath of the White Witch». Metacritic (en inglés). Consultado el 21 de enero de 2022.
60. ↑  «Demo review on “Ninokuni: The Another World” with Animation by Studio Ghibli - GIGAZINE». en.gigazine.net. Consultado el 21 de enero de 2022.
61. ↑  Ni no Kuni: Wrath of the White Witch (en inglés australiano), Australian Broadcasting Corporation, 24 de octubre de 2018, consultado el 21 de enero de 2022.
62. 1 2  Mott, Tony, ed. (febrero de 2011). "Ni no Kuni: Shikkoku no Madoushi". Edge Estados Unidos: Future plc (224): 101.
63. ↑  «Review: Ni no Kuni: Wrath of the White Witch». Destructoid (en inglés canadiense). Consultado el 21 de enero de 2022.
64. ↑  «Ni No Kuni review: Fairy tale wedding». Engadget (en inglés estadounidense). Consultado el 21 de enero de 2022.
65. ↑  «二ノ国 漆黒の魔導士 果たしてクリアの日は来るのか？ | わろたんブログ». warotan.com. Consultado el 21 de enero de 2022.
66. ↑  «受賞作品リスト｜株式会社レベルファイブ». www.level5.co.jp. Consultado el 21 de enero de 2022.
67. ↑  «ファミ通アワード2010、大賞は『モンスターハンターポータブル 3rd』 - ファミ通.com». m.famitsu.com (en japonés). Consultado el 21 de enero de 2022.
68. ↑  «The winner of Destructoid's best 2013 role-playing game». Destructoid (en inglés canadiense). 25 de diciembre de 2013. Consultado el 21 de enero de 2022.
69. ↑  «Best RPG 2013». GameRevolution. Consultado el 21 de enero de 2022.
70. ↑  «GameTrailers - YouTube». www.youtube.com. Consultado el 21 de enero de 2022.
71. ↑  Best Overall Role-Playing Game - IGN's Best of 2013 Wiki Guide - IGN (en inglés), consultado el 21 de enero de 2022.
72. ↑  Best PS3 Role-Playing Game - IGN's Best of 2013 Wiki Guide - IGN (en inglés), consultado el 21 de enero de 2022.
73. ↑  Kilday, Gregg (23 de febrero de 2014). «Satellite Awards: ’12 Years a Slave’ Wins Best Motion Picture». The Hollywood Reporter (en inglés estadounidense). Consultado el 21 de enero de 2022.
74. ↑  «'Grand Theft Auto V' Tops Spike VGX 2013 Award Winners List». Game Rant (en inglés estadounidense). 7 de diciembre de 2013. Consultado el 21 de enero de 2022.
75. ↑  «10 Best Video Games Of 2013». HuffPost (en inglés). 31 de diciembre de 2013. Consultado el 21 de enero de 2022.
76. ↑  «CheatCC's Cody Awards 2013: The Best Sound Nominees!». www.cheatcc.com. Consultado el 21 de enero de 2022.
77. ↑  «Conference | SXSW Conference & Festivals». SXSW (en inglés estadounidense). Consultado el 21 de enero de 2022.
78. ↑  «Ni No Kuni: Wrath of the White Witch passes 1.1 million shipped, new edition revealed». VG247 (en inglés). 7 de marzo de 2014. Consultado el 21 de enero de 2022.
79. 1 2  Famitsū Gēmu Hakusho (2012). エンターブレイン. 2011. ISBN 978-4-04-727315-3. OCLC 939453006. Consultado el 21 de enero de 2022.
80. ↑  Famitsū Gēmu Hakusho (2011). エンターブレイン. 2011. ISBN 978-4-04-727315-3. OCLC 939453006. Consultado el 21 de enero de 2022.
81. ↑  «Report: Ni no Kuni: Cross Worlds Game Topped US$100 Million Faster Than Pokémon Go Did». Anime News Network (en inglés). Consultado el 21 de enero de 2022.

Bibliografía
- Grossman, Howard (enero de 2013). Ni no Kuni: Wrath of the White Witch - Official Game Guide. Estados Unidos: Prima Games.
- Level-5, ed. (2010). 二ノ国 漆黒の魔導士 取扱説明書. Japón: Level-5.
- Level-5, ed. (2013). Ni no Kuni: Wrath of the White Witch – Game Manual. Estados Unidos: Namco Bandai Games.

- Sitio web oficial

- Datos: Q2107461
- Multimedia: Ni no Kuni / Q2107461